# Высоцкое (Кировоградская область)
Высоцкое (укр. Висоцьке) — село в Ровнянской сельской общине Новоукраинского района Кировоградской области Украины.
Население по переписи 2001 года составляло 103 человека. Почтовый индекс — 27141. Телефонный код — 5251. Код КОАТУУ — 3524083203.